# جاك دوبويه (سياسي)
جاك دوبويه هو محامي وسياسي كندي، ولد في 25 نوفمبر 1948 في مونتريال في كندا. نشط حزبياً في حزب كيبيك الليبرالي. وقد انتخب عضو الجمعية الوطنية في كيبك ‏.